# Fascia ombilical
Le fascia ombilical (de Richet) est une structure fibreuse de l'abdomen située dans la région ombilicale.

## Structure
Le fascia ombilical se situe au-dessus et en arrière de l'anneau ombilical et il est en continuité avec le fascia transversalis.
Latéralement il se poursuit avec la gaine du muscle droit de l'abdomen.
En haut il se perd 3 à 4 cm au-dessus de l'ombilic dans le fascia sous-péritonéal.
En bas, il recouvre plus ou moins complètement l'anneau ombilical et se place entre les ligaments ombilicaux médiaux pour se poursuive par le fascia viscéral de la vessie.

## Aspect clinique
Le fascia ombilical intervient dans la prévention des hernies ombilicales.